# Терентьєв Олександр Васильович (лижник)
Олександр Васильович Терентьєв (19 травня 1999 , Нар'ян-Мар, Архангельська область ) - російський лижник. Майстер спорту Росії з лижних перегонів. Дворазовий чемпіон зимової Універсіади 2019 року.

## Життєпис
Народився 19 травня 1999 року в Нар'ян-Марі (Ненецький автономний округ). Вперше взяв участь у змаганнях, навчаючись у третьому класі, посів третє місце. Почав займатися у групі тренера Андрія Рєчкова. У грудні 2016 року після Всеросійських змагань з лижних перегонів серед юнаків та дівчат 17-18 років його запросили до юніорської збірної Росії. Першим успіхом на міжнародних стартах стала бронзова медаль у спринті вільним стилем на XIII Європейському юнацькому Олімпійському зимовому фестивалі у Туреччині. Місяць по тому виграв дві золоті медалі на зимовій Спартакіаді учнів Росії. Там само виконав норматив майстра спорту Росії з лижних перегонів.
В основній збірній Росії дебютував на етапі Кубка світу у Дрездені. У спринті вільним стилем посів 17-те місце, а в естафеті разом із товаришем по команді - 5-те.
На Зимовій Універсіаді-2019 у Красноярську виборов дві золоті медалі, перемігши в індивідуальному спринті та змішаному командному спринті в парі з Христиною Мацокіною.
На першому етапі Кубка світу 2021-2022 років, що відбувся наприкінці листопада у фінській Руці, у спринтерських перегонах класичним стилем, вперше у кар'єрі, став переможцем, випередивши найсильніших лижників з Норвегії, Фінляндії, Франції та інших країн.

## Результати за кар'єру
Усі результати наведено за даними Міжнародної федерації лижного спорту.

### Виступи на Олімпійських іграх
- 1 медаль - (1 бронза)

| Рік  | Вік | 15 км індивідуальні пер. | 30 км скіатлон | 50 км мас-старт | Спринт | 4 × 10 км естафета | Командний спринт |
| ---- | --- | ------------------------ | -------------- | --------------- | ------ | ------------------ | ---------------- |
| 2022 | 22  | —                        | —              | —               | Бронза | —                  | Бронза           |

### Чемпіонати світу
| Рік  | Вік | 15 км індивідуальні пер. | 30 км скіатлон | 50 км мас-старт | Спринт | 4 × 10 км естафета | Командний спринт |
| ---- | --- | ------------------------ | -------------- | --------------- | ------ | ------------------ | ---------------- |
| 2021 | 21  | —                        | —              | —               | 14     | —                  | —                |

### Кубки світу

#### Підсумкові місця в Кубку світу за роками
| Сезон | Вік | Місце в дисципліні | Місце в дисципліні | Місце в дисципліні | Місце в дисципліні | Місце в Скі Тур | Місце в Скі Тур | Місце в Скі Тур | Місце в Скі Тур   |
| Сезон | Вік | Заг. залік         | Дистанція          | Спринт             | Ю-23               | Nordic Opening  | Тур де Скі      | Скі Тур 2020    | Фінал Кубка світу |
| ----- | --- | ------------------ | ------------------ | ------------------ | ------------------ | --------------- | --------------- | --------------- | ----------------- |
| 2019  | 19  | 86                 | —                  | 44                 | 15                 | —               | —               | Н/Д             | —                 |
| 2020  | 20  | 71                 | НК                 | 33                 | 2                  | —               | —               | —               | Н/Д               |
| 2021  | 21  | 31                 | 55                 | 9                  | 3                  | —               | 25              | Н/Д             | Н/Д               |

#### П'єдестали в особистих дисциплінах
- 1 перемога – (1 КС)
- 1 п'єдестал – (1 КС)

| № | Сезон       | Дата              | Місце пров.      | Перегони        | Рівень      | Місце |
| - | ----------- | ----------------- | ---------------- | --------------- | ----------- | ----- |
| 1 | 2021–202022 | 26 листопада 2021 | Рука (Фінляндія) | 1,4 км спринт К | Кубок світу | 1-ше  |

#### П'єдестали в командних дисциплінах
- 1 п'єдестал – (1 Ес)

| № | Сезон     | Дата          | Місце пров.            | Перегони                | Рівень      | Місце | Тов. по команді             |
| - | --------- | ------------- | ---------------------- | ----------------------- | ----------- | ----- | --------------------------- |
| 1 | 2021–2022 | 5 грудня 2021 | Ліллегаммер (Норвегія) | Естафета 4 × 7,5 км К/В | Кубок світу | 2-ге  | Семіков / Мальцев / Устюгов |